# 千葉省一
千葉 省一（ちば しょういち、1900年10月14日 - 1988年10月18日）は、日本の政治家、僧侶。宮城県本吉町長、曹洞宗布教師、宗議会議員などを歴任。

## 来歴
本吉郡御嶽村（現・気仙沼市）生まれ。1927年、曹洞宗大学（現: 駒澤大学）卒業。愛知中学校舎監、曹洞宗布教師、軍人布教師、中国吉林市の日満寺を開設し吉林省強化興亜禅林、九台布教所を設立。磐石県禅宗寺を設立。南満鉄道巡回布教師、宗議会議員などを経て、本吉町長を務める。1967年4月に無投票で再選を果たした。1975年4月に4選を果たした。1978年9月の定例町議会で引退を表明した。後任町長は千葉卓朗（1979年就任）。